# Foeke Kuipers

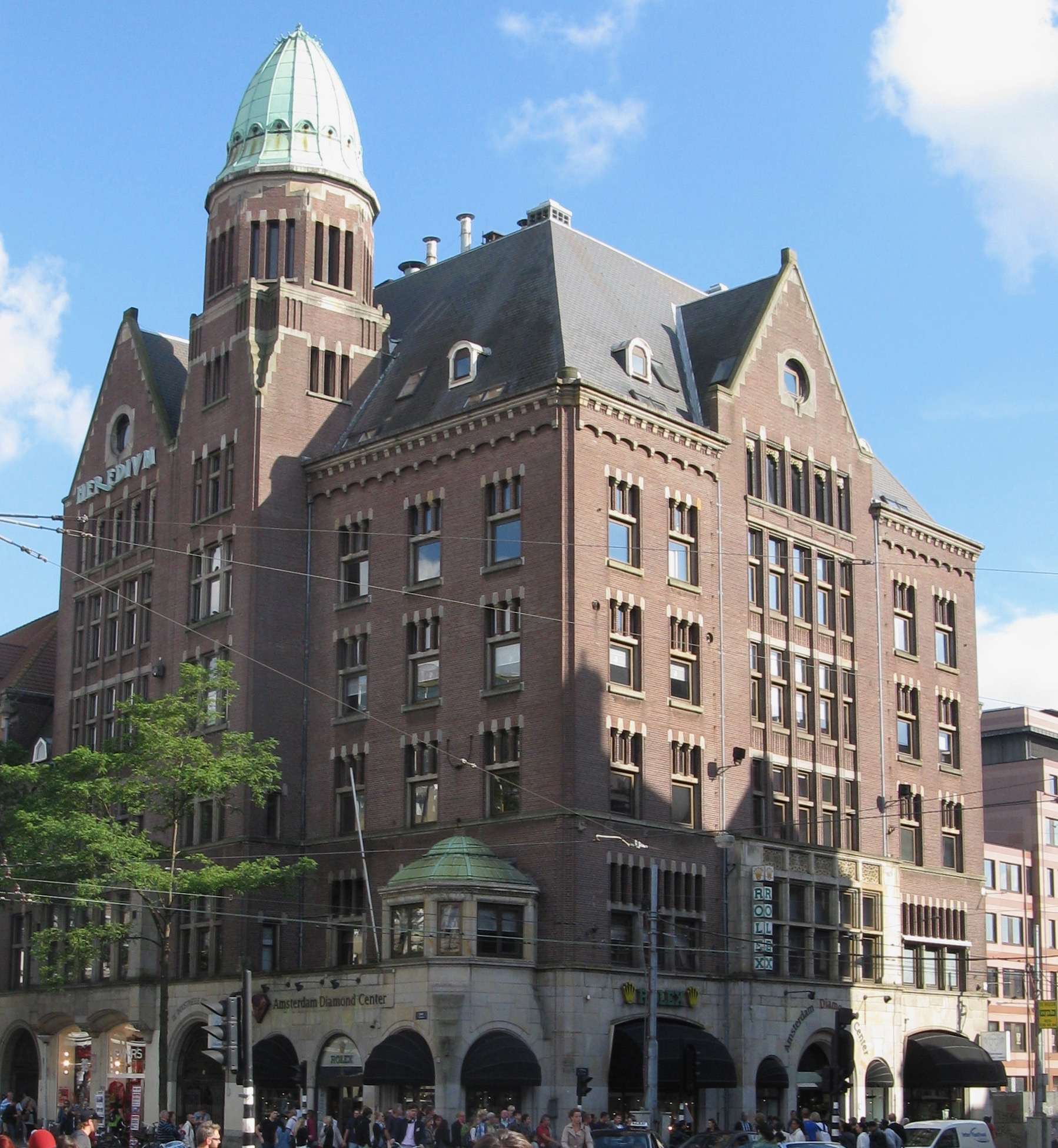
Clubgebouw "Industria" op de Dam, ontworpen in 1912

Foeke Kuipers (Het Meer, 30 augustus 1871 - Huizen, 17 december 1954) was een Nederlands architect.

## Beknopte biografie
Kuipers was een zoon van een Friese timmerman-aannemer die zich aan het einde van de jaren 1870 in Amsterdam vestigde. Kuipers ontving zijn bouwkundige opleiding bij J.F. Klinkhamer en H.P. Berlage aan de Quellinusschool in die stad. Hij behaalde aldaar ook de zilveren medaille, de hoogste onderscheiding van de school. Zijn oudere broers Tjeerd Kuipers en Roelof Kuipers waren eveneens architect. Foeke's oeuvre bestaat grotendeels uit villa's die veelal uitgevoerd werden in cottagestijl. 

## Enkele werken
- 1899: Amsterdam: pakhuis NV Het Nederlandsche Veem (samen met Roelof Kuipers)
- 1901-1901: Amsterdam: Jan Luijkenstraat 37-47 en 49 (1902); nr 37 voorzien van een groot tegeltableau
- 1908: Heemstede: villa Meer en Berg
- 1909-1913: Hoofddorp: Polderhuis
- 1911-1912: Amsterdam: Hotel De Roode Leeuw, Damrak 93-94
- 1912-1916: Amsterdam: Clubgebouw van de Industrieele Club "Industria", Dam 27
- 1928: Amsterdam, Leidsebosje Centraal Gebouw AMVJ
- 1930: Den Haag, herstel, uitbreiding, en samenvoeging met de - ook door hem ontworpen - nieuwbouw uit 1905 van Hotel Des Indes[1]
- 1932 Rotterdam: Oostelijk Zwembad